# Edalorhina perezi
Edalorhina perezi là một loài ếch thuộc họ Leptodactylidae.
Loài này có ở Brasil, Colombia, Ecuador, Peru, và có thể cả Bolivia.
Môi trường sống tự nhiên của chúng là rừng ẩm vùng đất thấp nhiệt đới hoặc cận nhiệt đới, vùng núi ẩm nhiệt đới hoặc cận nhiệt đới, và đầm nước ngọt.

## Hình ảnh

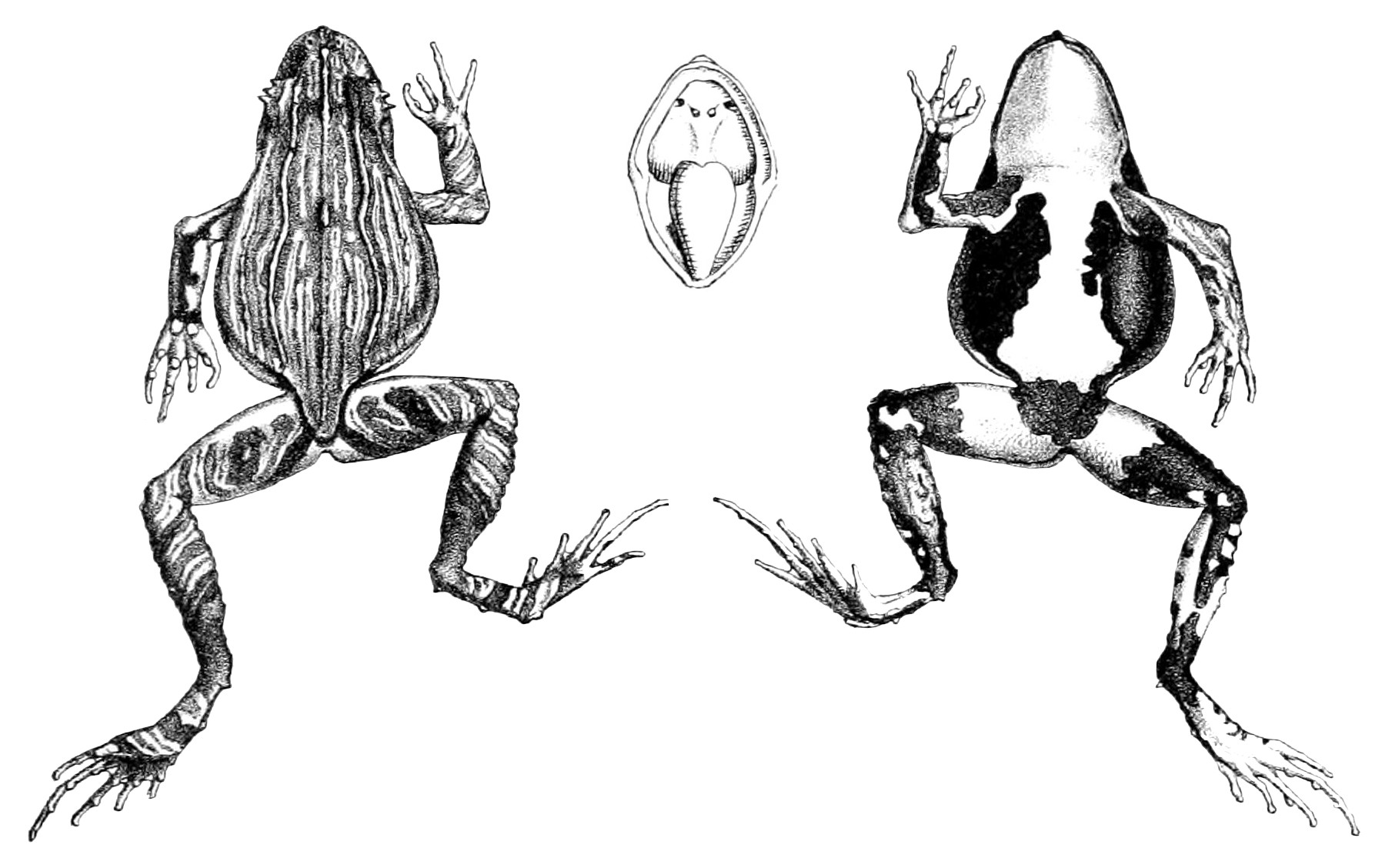
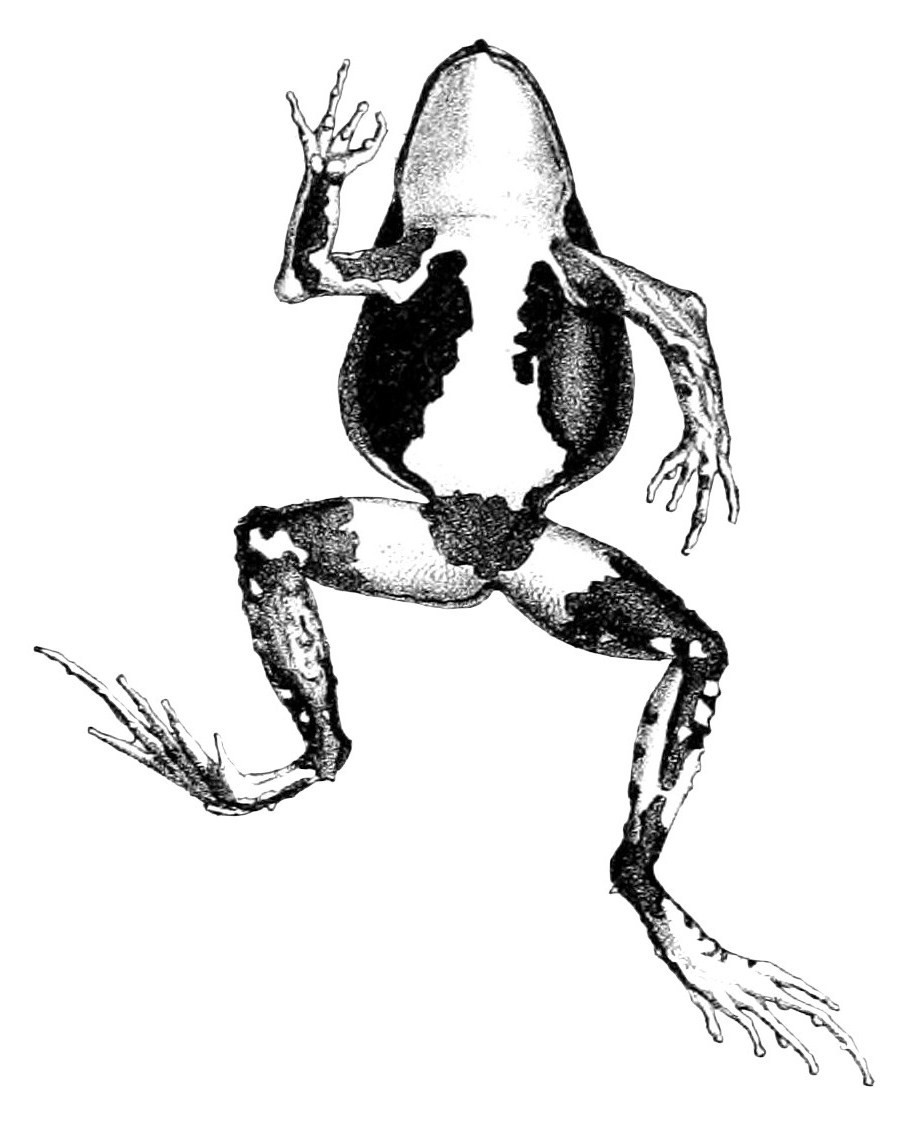